# Die Krupps
Die Krupps – niemiecka grupa muzyczna wykonująca EBM i heavy metal założona w 1980 w Düsseldorfie przez Jürgena Englera (wokalistę) i Bernwarda Malakę (basistę). Obecnie w skład formacji, oprócz wspomnianego Englera wchodzą: Ralf Dörper (klawiszowiec), Marcel Zürcher (gitarzysta), Rüdiger Esch (basista) i Oliver Röhl (perkusista). Zespół znany jest z takich przebojów jak: To the Hilt i Crossfire.

## Skład

### Aktualny skład
- Jürgen Engler – wokal
- Ralf Dörper – synth
- Marcel Zürcher – gitara
- Nils Finkeisen - gitara
- Paul Keller – perkusja

### Byli członkowie
- Bernward Malaka – bas
- Frank Köllges – perkusja
- Eva Gössling – saksofon
- Tina Schnekenburger – klawisze
- Christina Schnekenburger – ?
- Walter Jaeger – ?
- Christopher Lietz – programowanie, sample
- Lee Altus – gitara
- Darren Minter – perkusja
- George Lewis – perkusja

## Dyskografia

### Albumy
- Stahlwerksymphonie (1981)
- Volle Kraft Voraus! (1982)
- Entering the Arena (1985)
- I (1992)
- II – The Final Option (1993)
- III: Odyssey of the Mind (1995)
- Paradise Now (1997)
- The Machinists of Joy (2013)
- V - Metal Machine Music (2016)
- Vision 2020 Vision (2019)

### Single i EP
- Wahre Arbeit, Wahrer Lohn (1981)
- Goldfinger (1982)
- Machineries of Joy (1989)
- Germaniac (1990)
- Metal Machine Music (1992)
- The Power (1992)
- Tribute to Metallica (1992)
- Fatherland (1993)
- To the Hilt (1994)
- Crossfire (1994)
- Bloodsuckers (1994)
- Isolation (1995)
- Scent (1995)
- Remix Wars Strike 2: Die Krupps vs. Front Line Assembly (1996)
- Fire (1997)
- Rise Up (1997)
- Black Beauty White Heat (1997)
- Paradise now (1997)
- Wahre Arbeit, Wahrer Lohn (2005)
- Volle Kraft Null Acht (2009)
- Als Wären Wir Für Immer (2010)

### Antologie
- Metall Maschinen Musik 91-81 Past Forward (1991)
- Rings of Steel (1995)
- Metalmorphosis of Die Krupps (1997)
- Foundation (1997)
- Too Much History. The Electro Years (Vol. 1) (2007)
- Too Much History. The Metal Years (Vol. 2) (2007)
- Too Much History. Limited edition double CD set (2007)